# درونريجب
درونريجب  (بالفريزية الغربية: درونريب) هي بلدة في بلدية ميناميراديل الهولندية. في 1 يناير 2008، كان عدد سكانها 405 3 نسمة.
1. ↑  GeoNames (بالإنجليزية), 2005, QID:Q830106
2. ↑  "معلومات عن درونريجب على موقع flickr.com". flickr.com. مؤرشف من الأصل في 2021-11-07.
3. ↑  "معلومات عن درونريجب على موقع bagviewer.kadaster.nl". bagviewer.kadaster.nl. مؤرشف من الأصل في 2022-03-21.
4. ↑  (Friesland, Netherlands) "معلومات عن درونريجب على موقع gameo.org". gameo.org. مؤرشف من الأصل في 2023-03-06. {{استشهاد ويب}}: تحقق من قيمة |مسار= (مساعدة)

## أعلام
- دي خويه
- لورينس تديما